# قرار مجلس الأمن التابع للأمم المتحدة رقم 2091
قرار مجلس الأمن التابع للأمم المتحدة رقم 2091، المتخذ بالإجماع في 14 فبراير 2013.

## روابط خارجية
- نص القرار في undocs.org